# Maciej Glogier
Maciej Glogier h. Pracowoc (ur. 24 lutego 1869 w Radomiu, zm. 20 sierpnia 1940 tamże) – polski prawnik, społecznik i samorządowiec. W latach 1922–1927 senator RP.
Syn Kiliana Ferdynanda Antoniego Glogiera i Zofii Stokowskiej h. Drzewica. 15 czerwca 1896 r. poślubił Martynę Marię Wereszczyńską h. Korczak. Ukończył prawo na Uniwersytecie Warszawskim. W latach 1914–1917 wiceprezydent Radomia. Szef VIII Wydziału Statystycznego Komisji Szkolnej Ziemi Radomskiej pod kierunkiem Maksymiliana Skotnickiego (1915). Od 1917 prezes sądu w Radomiu.
Pierwszy kierownik szkoły muzycznej w Radomiu. Członek wielu stowarzyszeń i organizacji. W latach 1922-1927 senator RP. W 1928 r. odznaczony Orderem Grzegorza Wielkiego przez papieża Piusa XI. Został pochowany na cmentarzu przy ul. Limanowskiego w Radomiu.